# Meranoplus bicolor
Meranoplus bicolor är en myrart som först beskrevs av Guérin-Méneville 1844.  Meranoplus bicolor ingår i släktet Meranoplus och familjen myror.

## Underarter
Arten delas in i följande underarter:
- M. b. bicolor
- M. b. fuscescens
- M. b. lucidus